# Ужань

Ужань, Ужанью — река в России, протекает в Гайнском районе Пермского края. Устье реки находится в 32 км по правому берегу реки Лупья. Длина реки составляет 13 км.
Исток реки в лесах в 30 км к северо-западу от посёлка Гайны. Река течёт на восток, всё течение проходит по ненаселённому лесному массиву. Впадает в Лупью в урочище Ужанью.

## Данные водного реестра
По данным государственного водного реестра России относится к Камскому бассейновому округу, водохозяйственный участок реки — Кама от истока до водомерного поста у села Бондюг, речной подбассейн реки — бассейны притоков Камы до впадения Белой. Речной бассейн реки — Кама.
По данным геоинформационной системы водохозяйственного районирования территории РФ, подготовленной Федеральным агентством водных ресурсов:
- Код водного объекта в государственном водном реестре — 10010100112111100002171
- Код по гидрологической изученности (ГИ) — 111100217
- Код бассейна — 10.01.01.001
- Номер тома по ГИ — 11
- Выпуск по ГИ — 1